# Constantin Suysken

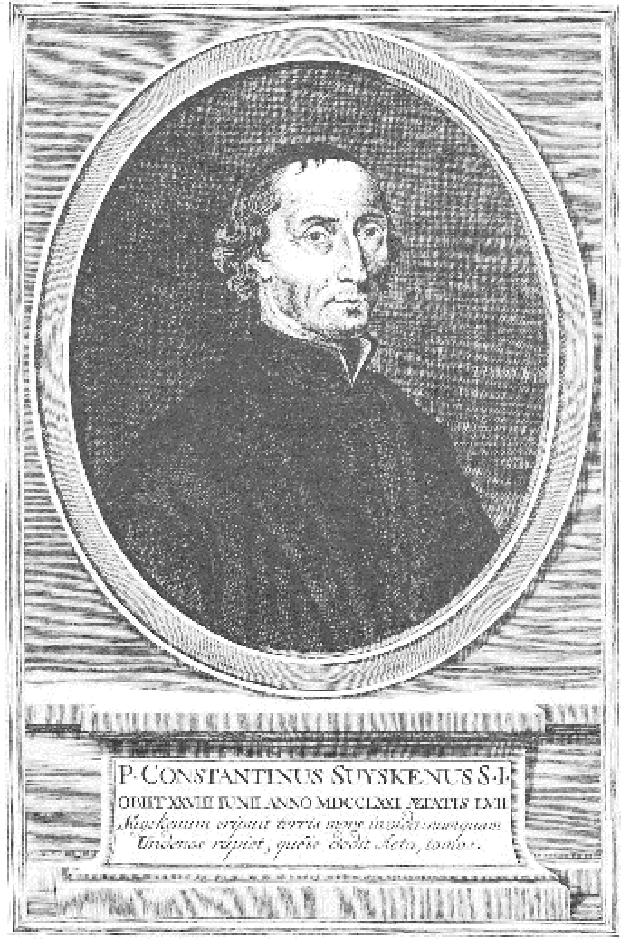
Constantin Suysken. Abbildung in den Acta Sanctorum, Oktober, 4. Band

Constantin Suysken (* 1714 in Herzogenbusch; † 1771) war ein Jesuit und Bollandist aus Nordbrabant. Er arbeitete 25 Jahre an den Acta Sanctorum und schrieb für das Heiligenkompendium etwa 130 Artikel.

## Leben
Constantin Suysken wurde als Sohn reicher katholischer Eltern in Herzogenbusch geboren. Da es dort keine katholische Schule gab, wurde er 1725 nach Roermond auf das dortige Jesuitenkolleg geschickt, wo er die Humaniora lernte. 1731 wechselte er zum Studium der Philosophie nach Douai, noch im gleichen Jahr trat er jedoch als Novize in das Jesuitenkolleg in Mechelen ein. Nach dem Ende des Noviziats wurde er 1734 nach Hall im Hennegau geschickt, um die Humaniora zu wiederholen. Ab 1735 studierte er in Antwerpen Physik. Hier war er nach seinem Abschluss fünf Jahre lang als Lehrer tätig. Anschließend absolvierte er ein vierjähriges Theologiestudium in Löwen. 1745 wurde er nach Antwerpen zurückgerufen und legte die dritte Probe in Lier ab. 1748 folgte die Profeß.
Bereits 1745 wurde er in die Gesellschaft der Bollandisten berufen, für die er fortan 25 Jahre lang arbeitete. 1769 erkrankte Constantin Suysken an einem Steinleiden. Später kam ein Tumor und Wassersucht hinzu. Er starb 1771.

## Werk
Pater Suysken bearbeitete etwa 130 Artikel für die Acta Sanctorum in den Monaten September und Oktober. Von ihm stammen unter anderem:
- Im September:
  - 2. Band: 10 Artikel, darunter Ida, Irmgard, Abt Albert von Bergamo und Fredald.
  - 3. Band: 20 Artikel, darunter Abt Kieran von Clonmacnois und Nikolaus von Tolentino.
  - 4. Band: Papst Cornelius und Cyprian.
  - 5. Band: Ludmilla, Lambert und Josef von Copertino.
  - 6. Band: Castor, Gerulf, Lando, Maura, Digna, Merita und Emmeram.
  - 7. Band (1760): 20 Artikel, darunter Johann von Meda, Elzearius von Sabrano, Wenzel von Böhmen und Bernardin von Feltre.
  - 8. Band: Johann von Montmirail und Nikolaus von Furca-Palena.
- Im Oktober:
  - 1. Band: Remedius, Remigius und Thomas de Cantilupe.
  - 2. Band: Marsus, Quinctinus und Franz von Assisi.
  - 3. Band: Papst Marcus und Adalbero von Würzburg.
  - 4. Band: Reparata, Benedicta, Eusebia und Bertrand.

Pater Suysken war außerdem für die Gesamtkonzeption des Werkes verantwortlich und koordinierte die Anordnung der Artikel unter ihre richtigen Gedenktage. Auf ihn gehen die Sach-Register der Acta Sanctorum zurück (Indices historicum, topographicum, onomasticum et moralem). Um seltene Bücher und Handschriften zu sammeln, bereiste er gemeinsam mit Pater Stilting 1752 Frankreich, Italien, Deutschland und Ungarn.
Auch in späterer Zeit genoss Pater Suysken in der Fachwelt einen guten Ruf durch seine sorgfältige, gelehrte und kritische Arbeitsweise. So wird ihm zum Beispiel hoch angerechnet, dass er allzu fabelhafte Überlieferungen, etwa über die heilige Libaria, verwarf, und in der Auswahl der Handschriften ein später oft nicht mehr erreichtes Geschick bewies.